# Command & Conquer 3: Kane's Wrath
Command & Conquer 3: Kane's Wrath (Command & Conquer 3: L'ira di Kane) è un videogioco della serie Command & Conquer, espansione di Command & Conquer 3: Tiberium Wars. Il gioco è stato distribuito il 26 marzo 2008 per PC e per Xbox 360 il 27 giugno 2008.

## Trama
La conclusione di Command & Conquer 3: Tiberium Wars aveva lasciato alcune lacune durante la narrazione: tra le più interessanti, infatti, emergono sicuramente la ragione, mai svelata, del perché mai il direttore Boyle, pur essendo un burocrate, non si trovasse a Philadelphia al momento dell'attentato, oppure di come il carismatico leader dei Nod, Kane, sia sopravvissuto all'attacco decisivo del GDI contro di lui.
Questa espansione riesce a colmare parte di queste lacune, servendosi, come al solito, della parte cinematografica del gioco.
Si comincerà al termine della Seconda Guerra del Tiberium, come responsabili della rinascita militare del Nod, poi si arriverà nel prendere parte agli eventi immediatamente precedenti l'attacco alla Philadelphia (raccontata in C&C3) e nell'ultimo decennio si dovrà aiutare Kane nell'ascensione.

## Modalità di gioco
La campagna è composta da 13 nuove missioni, tutte dedicate alla fazione NOD: i filmati fra di esse approfondiscono alcuni passaggi lasciati in sospeso da Command & Conquer 3, come la "risurrezione" di Kane. Fra le nuove unità introdotte ne spiccano tre (una per fazione), caratterizzate dalle dimensioni e dalla potenza nettamente superiori rispetto al normale: il MARV, via di mezzo tra un carro armato e un harvester per i GDI; il Redentore, versione maggiorata dell'avatar dei NOD, e l'Hexapod, un ragno meccanizzato per gli Scrin. Queste unità, molto costose (5000 unità di tiberium), possono essere costruite singolarmente per fazione.

### Fazioni
Gli schieramenti vengono suddivisi in due ulteriori "sottofazioni", che posseggono abilità o unità specifiche: è possibile utilizzarle nelle consuete modalità schermaglia o multiplayer.
Le nuove sub-fazioni presenti (due per ogni schieramento principale) sono:
- Per il NOD:
  - I Prescelti di Kane e Black Hand
- per il GDI:
  - Steel Talons e Zocom
- Per gli Scrin
  - Reaper-17 e Traveler-59

Ognuna di queste sub-fazioni si lega, per così dire, alle principali tecnologie di ogni fazione principale, modificando però l'approccio durante il combattimento, i tipi di unità utilizzate oppure anche quanto concerne particolari abilità speciali.

### Conquista Globale
Oltre alla campagna principale, viene introdotta una nuova modalità di gioco chiamata "conquista globale". A differenza del normale Command & Conquer il gioco diventa a "turni" (si devono costruire basi e conquistare nuovi territori, similarmente al popolare RisiKo!), con la possibilità di svolgere le battaglie in "tempo reale" oppure lasciarle simulare dalla CPU.
La conquista globale permette, appunto, di costruire nuove basi sparse per il mondo, tenendole sotto controllo, e di stare attenti all'avversario.
Potenziando le basi (distinte in tre diversi livelli), si otterrà la facoltà di reclutare nuove armate sempre più potenti ed avanzate, a scelta tra quelle già incluse dal gioco, oppure lanciarsi in un assemblaggio fai da te, avendo però a disposizione un limitato numero di punti comando e ovviamente di soldi.
Le meccaniche di gioco risultano essere molto semplici: potenziare le basi, creare armate, creare altre basi e massacrare il nemico: la fase di combattimento può risolversi in automatico oppure in tempo reale, accedendo alla più classica delle partite Schermaglia.